# 刑事くん
『刑事くん』（けいじくん）は、1971年から1976年にかけて、TBSの「ブラザー劇場」（毎週月曜日19:30 - 20:00）で放送されていた、TBS、東映制作の刑事ドラマである。撮影は主に東映東京撮影所で行われた。

## 内容

### 桜木健一・主演版（第1部から3部まで）
『柔道一直線』で一躍スターダムにのし上がった桜木健一が熱血漢の新米刑事を演じたコメディタッチの刑事ドラマとしてスタート。プロデューサーが『刑事コロンボ』のヒットに目を付け、桜木で刑事ものをと企画したことがきっかけだった。しかし桜木は1971年当時23歳と若かったことから、新米刑事ものにし、それらしくタイトルに「くん」を付けることになった。
殉職した父の無念を胸に、晴れて父と同じ刑事になった主人公・三神鉄男（桜木）が、人々を信じ様々な現実に直面しながらも事件解決にあたり、成長していく様を描いた熱血根性物。
第1部の毎回のオープニングは、鉄男が「母さ～～～ん!」と辞令を握りしめて走り、家（美容室）の入口を開けて「母さん!辞令だ!刑事になったよ!」と叫ぶというものである。第2部からは鉄男が「母さん、行って来ます!」と話しかけるというものである。

### 星正人・主演版（第4部）
主人公の刑事が三神から勝山剛（星正人）に変更。現代的な優しさを持つ勝山が様々な事件を解決していく。
第4部での毎回のオープニングは、（三郎）「兄ちゃん!頑張れよ!」（剛）「任しとけ!」という掛け合いである。
桜木は第1話および第17話に出演している。

## 各部構成
- 第1部：1971年9月6日 -  1972年10月2日 [3]
- 第2部：1973年4月16日 - 1974年5月6日
- 第3部：1974年11月11日 - 1975年11月17日[4]
- 第4部：1976年6月7日 - 11月29日

## 出演

### 第1部
- 三神鉄男（城南署刑事課所属。最終話で退職）：桜木健一
- 大丸四郎（同僚刑事。三神と同期）：仲雅美（30話まで）
- 板垣一彦（同僚刑事。三神の後輩）：立花直樹（30話～）
- 土居刑事（先輩刑事）：山口暁
- 島崎刑事（先輩刑事）：守屋俊志
- 姫野千代（婦警）：森桃江
- 時村重蔵（係長。「バカモン!」が口癖。）：名古屋章
- 三神はる（鉄男の母。「ハル美容室」を経営）：風見章子
- 三神次郎（鉄男の弟）：三浦康晴
- 立花太郎（三神家の近所で「立花豆腐店」を経営）：牟田悌三
- 立花美和子（太郎の娘。鉄男の幼なじみ）：津山登志子
- 本間ルミ（「ハル美容室」の美容師）：本沢佳子
- 三神茂（鉄男の父。城南署刑事課所属の刑事だったが5年前に拳銃で撃たれ殉職）：三島耕[5]

### 第2部
- 三神鉄男（第1話で城南署刑事課刑事に復職。）：桜木健一
- 吉本真琴（婦警）：中山麻理
- 宗方惇司（同僚刑事）：三浦友和
- 島崎刑事：守屋俊志
- 時村重蔵：名古屋章
- 三神はる：風見章子
- 三神次郎：山崎亮一
- 水野あゆみ（「ハル美容室」の美容師）：三笠すみれ
- 篠田都（「篠田生花店」店員）：関かおり
- 川島（三神の友人のトラック運転手。オープニングのみ出演）：篠田三郎[6]

### 第3部
- 三神鉄男：桜木健一
- 風間義勝（同僚刑事）：宮内洋
- 島崎刑事：守屋俊志
- 林妙子（婦警）：新井春美
- 時村重蔵：名古屋章
- 三神はる：風見章子
- 三神次郎：佐野伸寿
- 夏川友里（「ハル美容室」の美容師）：小川順子

### 第4部
- 勝山剛（城南署刑事課所属）：星正人
- 白石香織（剛のガールフレンド）：浅野ゆう子[1]
- 風間義勝：宮内洋
- 島崎刑事：守屋俊志
- 林妙子：新井春美
- 勝山三郎（剛の弟）：西川和孝
- 時村重蔵：名古屋章

## 主題歌・サウンドトラック
- 第1部【コンクリートジャングル】作詞：佐々木守 作曲：鈴木邦彦 編曲：高田弘 歌：桜木健一（キャニオンレコード）
  - ウルトラヴァイヴ×ミュージックファイルシリーズ

『刑事くん（第1シリーズ） ミュージックファイル』（2008年1月26日発売 品番：CDSOL-1206/7）
- 第2部【刑事くん】作詞：佐々木守 作曲：鈴木邦彦 編曲：高田弘 歌：桜木健一（東京レコード）
  - ウルトラヴァイヴ×ミュージックファイルシリーズ

『刑事くん（第2シリーズ） ミュージックファイル』（2008年1月26日発売 品番：CDSOL-1208）
- 第3部【星を追う】作詞：長坂秀佳 作曲/編曲：菊池俊輔 歌：桜木健一
  - ウルトラヴァイヴ×ミュージックファイルシリーズ

『刑事くん（第3シリーズ） ミュージックファイル』（2008年5月17日発売 品番：CDSOL-1209）
- 第4部【刑事くん】作詞：なかにし礼 作曲/編曲：川口真 歌：星正人（ビクターレコード）
  - ウルトラヴァイヴ×ミュージックファイルシリーズ

『刑事くん（第4シリーズ） ミュージックファイル』（2008年5月17日発売 品番：CDSOL-1210）

## スタッフ
- 企画：平山亨、斎藤頼照(東映)、橋本洋二(TBS映画部)
- 音楽：菊池俊輔
- 撮影：瀬尾脩、高岩震、小林武治、加藤弘章、林七郎、高梨昇、吉田重業、村上俊郎、東光一、山本矩雄、相原義晴
- 照明：酒井信雄、山本辰雄、鈴木勝政、森沢淑明、川崎保之丞、銀屋謙蔵、城田昌貞、大町博信
- 記録：川村澪子、中町真弓、小貫繁子、藤山久美子、中野正子、宮瀬淳子、浅附明子、今村治子、大坂聡子、吉田清子、森美禮、木村雪江、島田はる、中町真理、波多野かずえ、高橋千津子、山内康代、原益子、佐々木禮子
- 助監督：大櫛敬介、山崎充朗、植田泰治、神野智、小菅宣生、館野彰、北村成一、小林義明、長谷巌、倉橋隆志、杉野清史、蓑輪雅雄、清水徳三、堀長文、荒川洋、片桐康夫、崔洋一
- 美術：真川豊、北郷久典、安井丸男、兼子元昭、川村晴通、阿部三郎
- 装置建込：協和美建
- 装飾：大晃商会、高橋三雄
- 衣裳：東京衣裳、ヴァンジャケット
- 美粧：入江プロ
- 美容：タカラベルモント
- 現像：東映化学
- 擬斗：渡辺安章(ワールド・アクション)、高橋一俊、池田力也、岡田勝(大野剣友会)、西本良治郎(ジャパンアクションクラブ)、東龍明ほか
- 仕上制作：映広音響
  - 録音：秋本彰、北条照二、成田茂、岩田広一、太田克己
  - 編集：菅野順吉、祖田冨美夫、大橋四郎、望月徹
  - 選曲：吉田征雄、鈴木清司、宇賀神守広、秋本彰、花村勝
- 効果：原田千昭
- 監修：小森谷喜重
- 演技事務：山崎一夫、川田信一、吉田武彦、大場勇
- 制作事務：末永和雄
- 進行：阿部洋士、末永和雄、原田良彦、飯田康之、小沢享昌、中村泰明、市倉正男、黒木勝利、三瓶稔彦、大山勝利、小迫進、林実
- 制作担当：池之上雄一
- 予告ナレーション：村越伊知郎（第1部31話 - ）
- 協力：東都観光バス、藤久観光ホテル（第1部19話）、和歌山県白浜観光協会（第1部28・29話）、レストラン富士（第2部2話）京葉航空K.K、東京航空K.K.（第2部35話）
- 制作：TBS、東映

## 放映リスト

### 第1部
| 話数 | 放送日        | サブタイトル           | 脚本              | 監督     | ゲスト |
| ---- | ------------- | ---------------------- | ----------------- | -------- | --- |
| 1    | 1971年 9月6日 | あの街この街           | 佐々木守          | 奥中惇夫 | 松本留美、長谷川弘、大島章太郎、三田登喜子、田中淳也、田川恒夫                                                                     |
| 2    | 9月13日       | 秋のあしあと           | 佐々木守          | 奥中惇夫 | 宮浩之、大山豊、岩城和男、鈴木泰明、相沢治夫、堀越善一、小川悦子                                                                   |
| 3    | 9月20日       | 初恋・戦場ヶ原         | 佐々木守          | 奥中惇夫 | 村上不二夫、テレサ野田、西本雄司、舟久保信之                                                                                       |
| 4    | 9月27日       | 東京の青い砂漠         | 佐々木守          | 富田義治 | 加藤和夫、沢井孝子、山川弘乃、森烈、山崎朝則、山本相時、増岡泰元、安田健太、堀口晃、立花覚、上田賢次、井上正広、本保明啓、真船康子 |
| 5    | 10月4日       | 午前6時はふるさと列車  | 佐々木守          | 富田義治 | 美波節子、伊藤敏孝、吉田守、平井一幸 関口守一、山本みどり、岡田克夫、相馬剛三                                                      |
| 6    | 10月11日      | 高嶺の花と秋風         | 野波静雄          | 奥中惇夫 | 松田真里、竹尾智晴、杉本マチ子 |
| 7    | 10月18日      | ドタ靴ポルカ           | 大原清秀          | 奥中惇夫 | 幾野道子、伊東昭夫、布田康広、三原洋子、渡辺峰夫、石垣守一、花村えいじ、有賀十、遠藤孝子、原田清、高橋茂                           |
| 8    | 10月25日      | さらば夜明け           | 市川森一          | 富田義治 | 岩上正宏、新田信二、天坊純、中井一夫、池田芙美夫、加川友里、和泉喜和子、村上幹夫、滝川浩 、小泉敦子、伴藤武                        |
| 9    | 11月1日       | 小さな追跡者           | 小野竜之助        | 富田義治 | 高野浩幸、中山昭二、轟謙二、川野耕司、岡部健、加藤正久、佐野哲也                                                                   |
| 10   | 11月8日       | 枯葉に朝日が           | 市川森一          | 奥中惇夫 | 成合晃、東三千、永尾三郎、薙狂児、川中弘、山田甲一、鈴木健之、嵐寛寿郎                                                             |
| 11   | 11月15日      | 泣くなつむじ風         | 三芳加也          | 奥中惇夫 | 山岡鉄也、大和学、松尾悦子、丸山詠二                                                                                               |
| 12   | 11月22日      | もどらない日々         | 市川森一          | 富田義治 | 西恵子、萩原健一、石橋蓮司、牧田正嗣、七瀬真紀、野津綾子、小野恵子、山下則夫                                                       |
| 13   | 11月29日      | 迷子の唄               | 掛札昌裕          | 富田義治 | 佐野伸寿、梅津栄、九重ひろ子、角友司郎、高木真二、桐山孝一、小高まさる、森武彦、渡辺秀和                                           |
| 14   | 12月6日       | 青春のハート           | 金子武郎          | 奥中惇夫 | 長谷川待子、北原義郎、真山譲次、高橋英三郎、 清水石明美、土井武、湊俊一、坂本博文、安田孝吉、岡田敏宏                              |
| 15   | 12月13日      | 乳と蜜の流れる地       | 市川森一          | 奥中惇夫 | 柿沢邦彦、西城健二、山田喜芳、神戸泰子、萩原正人、伊藤一規、宮本博一、近藤正臣、二木てるみ                                         |
| 16   | 12月20日      | 負けてたまるか!        | 大川タケシ        | 加島昭   | 菅野直行、日高吾郎、坂倉春江、今村原兵、稲川善一、松浪志保、岡本幸子、平野康、中島弘幸、島田弘、狩野敏雄、池上明治、藤井まゆみ     |
| 17   | 12月27日      | 吹けよ木枯し           | 長坂秀佳          | 加島昭   | 草野大悟、久里みのる、石川敏、植田灯孝                                                                                             |
| 18   | 1972年 1月3日 | 冬空への誓い           | 長坂秀佳          | 奥中惇夫 | 中野良子、島田景二郎、真木沙織、里見たかし 末永紫乃、岩城和男、永井秀和                                                            |
| 19   | 1月10日       | 冬の旅 青春の旅        | 佐々木守          | 奥中惇夫 | 小林幸子、清宮達夫、小月麻伎、村上幹夫                                                                                             |
| 20   | 1月17日       | 愛の航海               | 市川森一          | 富田義治 | 石川博、柴田未保子、仲野文梧、杉山渥典、広瀬明、磯秀明、野々村潔                                                                   |
| 21   | 1月24日       | おれのオヤジは         | 長坂秀佳          | 富田義治 | 小野千春、伊東芳子、岩上暎、竹村清女、高橋香、練木二郎                                                                             |
| 22   | 1月31日       | おれの道はおれが決める | 長坂秀佳          | 加島昭   | 原田あけみ、葵哲也、倉島襄、大木史朗、小田まり、武田加代子、永谷悟一                                                               |
| 23   | 2月7日        | 九州から来たあいつ     | 中島丈博          | 奥中惇夫 | 高峰圭二、久保一、加藤正之、中島元、蓮川久美、上野堯、武田一彦                                                                     |
| 24   | 2月14日       | 真心は涙に濡れて       | 長坂秀佳          | 奥中惇夫 | 小川悦子、大森不二香、深沢真利子、生田くみ子、入江正徳、小山柳子、菊地茂一                                                         |
| 25   | 2月21日       | 春遠からじ             | 長坂秀佳          | 富田義治 | 太宰久雄、中村俊雄、大川真一郎、板谷裕次郎、川井みどり、三浦弘子、福井友信、山尾範彦、伊藤健、杉浦敦子                             |
| 26   | 2月28日       | ひびけおれたちの歌     | 長坂秀佳          | 富田義治 | 河村弘二、毛利充宏、三浦真弓、大塚崇、河崎いち子、吉田守、川井みどり、飯沼慧、柄沢英二、桜井妙子（朝倉理恵）                       |
| 27   | 3月6日        | 遠い空 遠い海          | 三芳加也          | 富田義治 | 佐々木功、藤山律子、吉田守、花塚五郎、原田清、町田幸夫                                                                             |
| 28   | 3月13日       | 崖の上の少女           | 市川森一          | 奥中惇夫 | 林ゆたか、戸島和美、後藤ルミ、北城寿太郎、森今日子、桐山浩一、山城主税、布田康博、渡辺峰夫、乾忠義                                 |
| 29   | 3月20日       | 大空の逃亡者           | 市川森一          | 奥中惇夫 | 林ゆたか、後藤ルミ、戸島和美、桐山浩一、田川恒夫(ナレーター)                                                                       |
| 30   | 3月27日       | 行くぞ若き力           | 長坂秀佳          | 加島昭   | 村井美恵、木下陽夫、山本相時、佐々木一哲 小塙謙士、飛世賛治、木村修                                                                |
| 31   | 4月3日        | きらめく星は我が胸に   | 長坂秀佳          | 加島昭   | 斉藤英雄、西山恵子、佐代雅美、野口友紀子、藤沢陽二郎、新林イサオ、千葉真一                                                         |
| 32   | 4月10日       | 許されない愛           | 市川森一          | 富田義治 | 黒川光子、小沢忠臣、和田一壮、沢田研二                                                                                             |
| 33   | 4月17日       | はばたけ小鳥のように   | 長坂秀佳          | 富田義治 | 清水一郎、成合晃、平井岐代子、鈴木志郎、小柳ルミ子                                                                                 |
| 34   | 4月24日       | 街角の白い花           | 長坂秀佳          | 富田義治 | 前田通子、細川俊夫、兵頭淳、山田甲一、南沙織                                                                                       |
| 35   | 5月1日        | ちいさな恋             | 市川森一          | 奥中惇夫 | 天地真理、杉山俊夫、峰村銀、和泉喜和子、立林秀子、松本初代                                                                         |
| 36   | 5月8日        | 湖より愛をこめて       | 長坂秀佳          | 竹本弘一 | 団次郎、増田順司、谺のぶ子、田中筆子、 石光豊、大浦萬丈、宗田千恵子、内田嵐                                                        |
| 37   | 5月15日       | いつかあの人のように   | 長坂秀佳          | 奥中惇夫 | 嵐五郎、徳久比呂志、内山千鶴、城洋美、酒井郷博、岡田喜代美                                                                         |
| 38   | 5月22日       | 警察犬物語             | 三芳加也          | 奥中惇夫 | 綾川香、松坂雅治、石田守衛、永谷悟一、榎本良三、亀井三郎、岩上瑛                                                                   |
| 39   | 5月29日       | なぐり魔               | 市川森一          | 竹本弘一 | 岸部シロー、汐見直行、早坂精史、大野富久代、野町美和子、緒方千秋                                                                   |
| 40   | 6月5日        | 青春の詩               | 長坂秀佳          | 奥中惇夫 | 三条美紀、麻乃茉莉子、高尾明美、山中美樹、大倉千恵子、舞まち子、峰夕子、杉浦敦子、宮内三重子                                       |
| 41   | 6月12日       | 幼な心は愛を求めて     | 長坂秀佳          | 奥中惇夫 | 青柳三枝子、池田義彦 |
| 42   | 6月19日       | 十五年目の一日         | 長坂秀佳          | 加島昭   | 磯乃ちどり、富田浩太郎、児玉ひろみ、清水美佐子、早瀬恒志、美原亮                                                                   |
| 43   | 6月26日       | 狼を裁け               | 長坂秀佳          | 加島昭   | 吉田次昭、徳大寺伸、西本雄司、町田政則、本多さち子、清水智子、高杉哲平                                                             |
| 44   | 7月3日        | 愛はまぼろしか         | 市川森一          | 奥中惇夫 | 大竹修造、沢チエ、池田駿介、佐藤明美、武田一彦、高橋香、伴藤武、野村光絵、川端嘉子、森康子                                         |
| 45   | 7月10日       | 別れの旅               | 市川森一          | 奥中惇夫 | 広瀬明、永井柳太郎、京春上、山崎猛、松尾文人、磯村幸男、伴藤武、田中淑隆、柳沢紀男、練木二郎、古川登志夫、水橋和夫、村上幹夫       |
| 46   | 7月17日       | 闇からの呼び声         | 長坂秀佳          | 奥中惇夫 | 小山源喜、渡辺美知子、五月晴子、大山豊、山崎純資                                                                                   |
| 47   | 7月24日       | 恐怖の夜明け           | 長坂秀佳          | 加島昭   | 三谷昇、佐藤京一、木村修 |
| 48   | 7月31日       | 緑映える夢             | 長坂秀佳          | 加島昭   | 相原ふさ子、太古八郎、中村俊男、片山滉、武田一彦、菅沢恵美子、前川真弓、轟謙二、折原啓子                                           |
| 49   | 8月7日        | 南の海の白い花         | 長坂秀佳          | 加島昭   | 村上不二夫、安藤三男、佐藤耀子、姿美々、加藤正之、西念順司、渡辺安章、倉石和旺                                                     |
| 50   | 8月14日       | 鬼島・なさけ島         | 長坂秀佳          | 加島昭   | 村上不二夫、安藤三男、佐藤耀子、姿美々、加藤正之、名川貞郎、沢田浩二、大坪日出代、倉石和旺                                         |
| 51   | 8月21日       | 小さな愛と哀しみ       | 大川タケシ 寺森満 | 奥中惇夫 | 木島恵子、市東昭秀、明石潮、新海丈夫 林幸子、布施幸代、大原諄                                                                      |
| 52   | 8月28日       | 花束は強き者に         | 長坂秀佳          | 奥中惇夫 | 川端真二、笠井久男、木村隆、宮木茂、小早川純、佐々木一哲、猪野剛太郎、山川弘乃、松浪志保、吉原正皓、芹川洋                         |
| 53   | 9月4日        | 母と子の伝説           | 長坂秀佳          | 加島昭   | 月丘千秋、松本紘一、三枝まり子、鶴賀二郎                                                                                           |
| 54   | 9月11日       | 九月の花嫁             | 桜木健一 市川森一 | 加島昭   | 松本聖、木田三千雄、石田英二、小林邦治、土枝勝正、外間安英、幡大介、相馬剛三、泉福之助、堂満光春                                   |
| 55   | 9月18日       | いつか見た青い空       | 長坂秀佳          | 奥中惇夫 | 二瓶康一、遠藤久美子、野上千鶴子、鴨田喜由 中山克巳、寄山弘、中島元、山口譲、戸田春子                                              |
| 56   | 9月25日       | 空にでっかい涙雲       | 三芳加也 長坂秀佳 | 加島昭   | 高品格、外山高士、三好美智子、平島正一、内田嵐、溝口順子                                                                           |
| 57   | 10月2日       | 人間たちの祭り         | 佐々木守          | 奥中惇夫 | 三島耕、蓜島恵子、堀部隆一、佐野哲也、高橋香、末永克行                                                                             |

### 第2部
| 話数 | 放送日         | サブタイトル               | 脚本                | 監督     | ゲスト | 挿入歌                           |
| ---- | -------------- | -------------------------- | ------------------- | -------- | --- | -------------------------------- |
| 1    | 1973年 4月16日 | ぼくたちの春               | 佐々木守            | 富田義治 | 加藤真知子、伊藤敏孝、笠本俊介、乾忠義、石島卯一郎、木村修、千葉真一                                                                                           |                                  |
| 2    | 4月23日        | 窓も涙も暖かい             | 市川森一            | 竹本弘一 | 水沢あき子、高山彰、練木二郎、田所陽子、根岸美恵子、大塚崇、笹本顕、柄沢英二                                                                                   |                                  |
| 3    | 4月30日        | 青い蝶はどこへ             | 市川森一            | 村山新治 | 郷ひろみ、吉岡ゆり、打越正八、木原規之、五野上力、菅野直行、比良元高、松永五郎、熊倉博、大野剣友会                                                             |                                  |
| 4    | 5月7日         | 少女が石段のぼる時         | 市川森一            | 加島昭   | 森昌子、池田秀一、有沢正子、山口百恵、森口栄 | 「少女が石段のぼる時」(森昌子)   |
| 5    | 5月14日        | 青空の待つ日               | 長坂秀佳            | 竹本弘一 | 麻丘めぐみ、沢木順、原ひさ子、田辺雄三、高野隆志、長根敏行、藤田敏美、辻直行                                                                                   | 「女の子なんだもん」(麻丘めぐみ) |
| 6    | 5月21日        | あれから君は               | 市川森一            | 富田義治 | 松坂慶子、高杉玄、ジミー・メイヤー、肥土尚弘、山田甲一、大野剣友会                                                                                             |                                  |
| 7    | 5月28日        | お婆ちゃんの夢             | 小山内美江子        | 村山新治 | 原泉、山本緑、谷本小代子、八百原寿子、打越正八、須賀良、清水正、山浦栄、木村修、清水照夫                                                                       |                                  |
| 8    | 6月4日         | この子の涙は母を求めて     | 長坂秀佳            | 佐伯孚治 | 柴田未保子、滝波錦司、谷藤知子、猪野剛太郎、和泉喜和子 |                                  |
| 9    | 6月11日        | 雨に追われて               | 市川森一            | 佐伯孚治 | 八代順子、小川悦子、星野みどり、森烈、大野剣友会 |                                  |
| 10   | 6月18日        | 誓いの夜明け               | 長坂秀佳            | 竹本弘一 | 山下雄三、竹下景子、神田正夫、竹口安芸子、沢田浩二、飯塚実、河原崎洋夫、中村裕                                                                                 | 「誓いの夜明け」(山下雄三)       |
| 11   | 6月25日        | 赤い風船と腕時計           | 田口成光            | 竹本弘一 | 岡浩也、石山克己、西川敬三郎、入江正徳、五野上力、黒部進、斧田一規、辻直行、長根敏行                                                                           |                                  |
| 12   | 7月2日         | 乙女の祈り                 | 小山内美江子        | 小松範任 | 浦辺粂子、山岡徹也、山田圭子、たうみあきこ、岡田勝 |                                  |
| 13   | 7月9日         | 白鳥は強くはばたく         | 長坂秀佳            | 小松範任 | 西山恵子、奥村公延、田中浩、佐藤京一、峰村銀、池上明治、清水智子、菅野直行、相馬剛三、山浦栄、五野上力、柿崎修司、内田嵐、比良元高、山口亨、川辺知香、佐藤吉蔵 |                                  |
| 14   | 7月16日        | 小鳥の声にさそわれて       | 長坂秀佳            | 富田義治 | 西崎みどり、岸久美子、石橋雅史、山口譲、板倉祥子、森烈、大野剣友会                                                                                             |                                  |
| 15   | 7月23日        | 父さんの背広               | 田口成光            | 富田義治 | 高峰圭二、岩崎和子、佐々木梨里、稲川善一、岡崎夏子、大野剣友会                                                                                                 |                                  |
| 16   | 7月31日        | 心の詩をギターで･･･        | 長坂秀佳            | 佐伯孚治 | マイケル中山、河野和子、吉野恒正、藤基治久、今井美久、大野剣友会                                                                                               |                                  |
| 17   | 8月6日         | 朝日に誓って･･･            | 島田真之            | 佐伯孚治 | 篠田三郎、志摩みずえ、岡部正純、大野剣友会 |                                  |
| 18   | 8月13日        | 越前岬に幼い夢は           | 長坂秀佳            | 加島昭   | 青柳三枝子、宇南山宏、木島恵子、池田一臣、宮内順子、岡田勝、河原崎洋夫、中本竜夫、乾忠義                                                                       |                                  |
| 19   | 8月20日        | 刑事とカバ焼き             | 田口成光            | 加島昭   | 佐野光洋、池田忠夫、明石潮、高木真二、芹川洋、竹村清女、高杉哲平                                                                                               |                                  |
| 20   | 8月27日        | 瞼の母は夕焼け空           | 長坂秀佳            | 富田義治 | 山田隆夫、目黒幸子、綾川香、伊藤健、大月優子、高尾良枝、古村真、豊岡晋                                                                                         |                                  |
| 21   | 9月3日         | 手探りで幸せを･･･          | 島田真之            | 富田義治 | 千崎ゆか、中山克巳、中田博久、蓮川久美、直木昌子、佐藤一臣、桐島好夫、斉藤英雄、大川真由子                                                                     |                                  |
| 22   | 9月10日        | 一人と一ぴき               | 田口成光            | 小松範任 | 真屋順子、福山錬、山崎充彦、九重ひろ子、打越正八、山浦栄、美原亮                                                                                               |                                  |
| 23   | 9月17日        | ハダカになれば･･･          | 長坂秀佳            | 小松範任 | 柄沢英二、舟久保信之、山下望、大坂憲、石田英二、山本緑、五野上力、矢野宏、藤間文彦、河村弘二                                                                   |                                  |
| 24   | 9月24日        | ふたりのカレンダー         | 長坂秀佳            | 村山新治 | 純アリス、大和田芳朗、鶴賀二郎、北浦昭義、大矢兼臣、守山竜二、植田灯孝                                                                                         |                                  |
| 25   | 10月1日        | ちぎれた愛                 | 長坂秀佳            | 加島昭   | 西城秀樹、戸島和美、井上博一、田中筆子、松尾文人、山崎亮一、木川哲也、大家博、上田敬二                                                                         | 「ちぎれた愛」(西城秀樹)         |
| 26   | 10月8日        | 死ぬまで許すな             | 市川森一            | 佐伯孚治 | 加藤真知子、栗田ひろみ、平泉征、岡野耕作、打越正八、相馬剛三                                                                                                   |                                  |
| 27   | 10月15日       | 愛の沈黙                   | 市川森一            | 加島昭   | 岡崎友紀、北川恭子、日高吾郎、松坂雅治、佐川二郎、高品正弘 | 「白い船で行きたいな」(岡崎友紀) |
| 28   | 10月22日       | 明日を信じて               | 長坂秀佳            | 佐伯孚治 | 大川栄子、後藤健二、安藤三男、五野上力、東映児童演劇研修所、振付：秋山七絵                                                                                     |                                  |
| 29   | 10月29日       | 明日のチャンピオンは君だ!! | 田口成光            | 竹本弘一 | 白石斉、千波丈太郎、渡辺千世、佐々木一哲、鈴木暁子 |                                  |
| 30   | 11月5日        | 私のウェディングドレス     | 津山啓二            | 村山新治 | 真山京子、柿沼真二、真木沙織、水木正子、簡野典子、八百原寿子、松本初代                                                                                         |                                  |
| 31   | 11月12日       | 街に咲く小さな花           | 小山内美江子 近藤正 | 竹本弘一 | 山崎透、竹田将二、夏川圭、市田亜矢、八百原寿子、吉田守、町田政則、正村隆治                                                                                     |                                  |
| 32   | 11月19日       | めぐり逢う日まで           | 市川森一            | 富田義治 | 今村良樹、菅沢恵美子、若尾義昭、南条みづ江、藤岡恵子、川道国芳、山田貴光、比良元高                                                                             |                                  |
| 33   | 11月26日       | 朝日におはよう!            | 阿井文瓶            | 加島昭   | 謙昭則、町田政則、所雅樹、遠藤孝子、立花ひろあき、田辺雄三、永谷悟一、山本緑、伊藤慶子、横田泰代、豊岡晋、坂本俊明、菅井倫工子、久保木利貴                     |                                  |
| 34   | 12月3日        | 青春への伝言               | 市川森一            | 加島昭   | 小林千恵、福山象三、堀辺隆一、上木美佳、片桐陽子、清水めぐみ、尾形とも子、湯浅順之、翁長和男、前田直高                                                         |                                  |
| 35   | 12月10日       | 大空に翼はきらめく         | 長坂秀佳            | 竹本弘一 | 堀越光恵、灰地順、大坂憲、藤竹修 |                                  |
| 36   | 12月17日       | 愛と憎しみの彼方に         | 長坂秀佳            | 富田義治 | 岩崎信忠、松尾悦子、石光豊、神戸泰子、大坪日出代、松下麻美子                                                                                                   |                                  |
| 37   | 12月24日       | 赤い靴の少女               | 近藤正              | 佐伯孚治 | ロルフ・ジェーサー、上田みゆき、ブラウン・みさこ、朝倉一、美原亮三、武田昌之                                                                                   |                                  |
| 38   | 1974年 1月7日  | 輝やかしき道へ             | 長坂秀佳            | 富田義治 | 福岡正剛、御影伸介、津野哲郎、高杉玄、本田龍彦、高橋清彦、甘利由美子、竹村清女、千葉真一                                                                       |                                  |
| 39   | 1月14日        | 白星・黒星・親子星         | 市川森一            | 竹本弘一 | 岩上正宏、小山源喜、松本敏男、田沢祐子、西尾徳、城春樹、宮地謙吾、山形登、辻直之                                                                               |                                  |
| 40   | 1月21日        | 夕焼け小焼け               | 長坂秀佳            | 佐伯孚治 | 中井啓輔、芹沢常法、阿部希郎、平松慎吾、古能成二、藤崎英幸、江守文吉                                                                                           |                                  |
| 41   | 1月28日        | 薔薇の花咲く明日           | 近藤正              | 富田義治 | 手塚しげお、八木啓子、岩上瑛、潮健児、八百原寿子、出原健一、中野健                                                                                             |                                  |
| 42   | 2月4日         | 君の涙は見たくない         | 佐々木守            | 富田義治 | 浅茅しのぶ、中田喜子、小林勝也、山田甲一、山浦栄、島村卓志、久保一、吉田次昭                                                                                   |                                  |
| 43   | 2月11日        | お父さんとのデート         | 長坂秀佳            | 竹本弘一 | 佐藤明美、遠藤薫、幸田宗丸、黒部進、松永五郎、平野超人 |                                  |
| 44   | 2月18日        | 風船とライフル             | 市川森一            | 竹本弘一 | 火野正平、山川レイカ、浜田東一郎、旭瑠璃、泉たけし、三沢憲治、鈴木雄一、佐藤吉蔵、速水俊夫、萩原信二                                                           |                                  |
| 45   | 2月25日        | 花束をどうぞ               | 長坂秀佳            | 富田義治 | 林靖子、岡田奈津子、北九州男、前川真弓、翁長和男、篠田敏夫、井上正広、芦沢龍介、板橋恵美子                                                                     |                                  |
| 46   | 3月4日         | 泣いて笑って･･･            | 阿井文瓶            | 富田義治 | 柳家かゑる、頭師孝雄、今村源兵、清水端浩二、高野隆志、鈴木暁子、高橋清彦、鈴木義紀                                                                             |                                  |
| 47   | 3月11日        | おむすびと味噌汁           | 長坂秀佳 森展久     | 富田義治 | 今井美佐子、赤塚真人、松原光二、長島隆一、伊藤漠、池田力也 |                                  |
| 48   | 3月18日        | 爆発一秒前                 | 長坂秀佳            | 富田義治 | 倉石和旺、高野真二、山口譲、菅沢恵美子、塙郁子、安藤純子、木挽輝香                                                                                             |                                  |
| 49   | 3月25日        | 桜の花の咲く頃に･･･        | 田口成光            | 加島昭   | 長沢大、石橋雅史、大坪日出代、神谷信弘、飯塚実、山田茂、千代田恵介、酒井克彦、勝治淳、松坂嶺男、長根敏行                                                       |                                  |
| 50   | 4月1日         | 頑張れ! 豆記者くん         | 長坂秀佳            | 加島昭   | 浜田ゆう子、吉原正皓、高橋仁、肥土尚弘、石黒正男、木村一、石川敏、高鳥洋、池田力也、翁長和男                                                                   |                                  |
| 51   | 4月8日         | 明日に向って走れ!          | 近藤正              | 小松範任 | 伊藤幸雄、粕谷正治、伊丹さかえ、八百原寿子、市川ひろし |                                  |
| 52   | 4月15日        | はじめての贈物             | 田口成光            | 小松範任 | 新井孝文、大塚崇、高橋英三郎、牧田正嗣、高野隆志 |                                  |
| 53   | 4月22日        | 父と娘の旅                 | 阿井文瓶            | 富田義治 | 奥野匡、平松慎吾、大森不二香、久保木利貴、八百原寿子、小甲登枝恵                                                                                               |                                  |
| 54   | 4月29日        | 海に消えた男               | 市川森一            | 竹本弘一 | 達純一、麻衣ルリ子、宮島誠 |                                  |
| 55   | 5月6日         | 限りなき希望の道へ         | 長坂秀佳            | 竹本弘一 | 丹古母鬼馬二、葛巻輝彦、菅原慎予、本田龍彦、溜健二、三橋幸男、森山田石、江藤昭之、勝光徳、上原繁樹                                                             |                                  |

### 第3部
| 話数 | 放送日          | サブタイトル            | 脚本     | 監督     | ゲスト |
| ---- | --------------- | ----------------------- | -------- | -------- | --- |
| 1    | 1974年 11月11日 | 希望の山を涙で越えて    | 市川森一 | 竹本弘一 | 梅津栄、鈴木恒、寺田誠、松井紀美江、永谷悟一、なかいゆうこ、山根永幸、木村修、高鳥志敏、宮地謙吾                                                         |
| 2    | 11月18日        | 英雄行進曲              | 曽田博久 | 竹本弘一 | 織田あきら、高橋仁、清水大輔、足立義夫、五野上力、溝口久夫、幸英二、仲塚康介、工藤武                                                                     |
| 3    | 11月25日        | 友情につながれて        | 阿井文瓶 | 加島昭   | 市地洋子、須賀良、司欣也、田中久子、足立義夫、田中浩 |
| 4    | 12月2日         | 理由－嵐を乗り越えて    | 多村映美 | 加島昭   | 中条きよし、滝川潤、武田一彦、田頭信幸、小甲登枝恵、田中久子、江夏夕子                                                                                   |
| 5    | 12月9日         | おれを射て!             | 多村映美 | 富田義治 | ビーバー、山口雅樹、磯野博、内藤栄造、河合絃司 |
| 6    | 12月16日        | きみの勇気こそ!         | 村山庄三 | 富田義治 | 服部妙子、三上剛、秦真理子、鈴木志郎、宮内順子 |
| 7    | 12月23日        | 母の心 子の心           | 阿井文瓶 | 竹本弘一 | 加賀谷浩、中村文弥、浅見小四郎、小笠原剛、長谷川待子 |
| 8    | 12月30日        | ハートの総監賞          | 村山庄三 | 竹本弘一 | ファイティング原田、永瀬光、四方正美 |
| 9    | 1975年 1月6日   | 栄光を君のものに        | 長坂秀佳 | 佐伯孚治 | せんだみつお、千波丈太郎、山下勝也、岡野耕作、山本緑、白取雅子、土山登士幸、城春樹、幸英二、溝口久夫、打越正八、大栗清史                                 |
| 10   | 1月13日         | 君の明日はバラ色だ!!    | 田口成光 | 佐伯孚治 | 河村弘二、佐藤利一、宝井宏治、勝光徳 |
| 11   | 1月20日         | 天使のいるところ        | 多村映美 | 加島昭   | 植木まり子、伊藤つかさ、大前田武、岸井あや子、山田光一、小甲登枝恵、伊藤慶子                                                                             |
| 12   | 1月27日         | 恋心－死をのりこえて･･･ | 重森孝子 | 富田義治 | 岡崎友紀、安達由紀、吉沢恵、相馬剛三、尾崎ますみ、木下ゆず子、伏木和章、小林操、江崎泰、広瀬充一、大栗正史、岡田真澄                                     |
| 13   | 2月3日          | 雪の花嫁                | 田口成光 | 加島昭   | 南陽子、岩名雅記、山内英正、根岸一正、守山竜二 |
| 14   | 2月10日         | 命かけても              | 石堂淑朗 | 富田義治 | 伴直弥、川島育恵、吉野あい、みやけみつる、三鈴栄子、町田幸夫、名塚新也                                                                                   |
| 15   | 2月17日         | 涙でファイト            | 阿井文瓶 | 折田至   | 寺島達夫、田中久子、高橋仁、川瀬ミキ、名達ますみ、黒瀬領二、足立義夫、山浦栄                                                                             |
| 16   | 2月24日         | つとむ君、強く明日へ!   | 長坂秀佳 | 村山新治 | 荒川務、浜田晃、西恵子、田辺進三、亀山達也、中屋敷鉄也、浅川かがり、田口和政                                                                             |
| 17   | 3月3日          | 一人ぼっちの季節        | 村山庄三 | 村山新治 | 浅野ゆう子、伊藤高、石山克巳、須賀良 |
| 18   | 3月10日         | 片隅のふたり            | 長坂秀佳 | 加島昭   | 麻生よう子、佐々木功、谷口佳子、石原清美、馬場光子、吉田守、水多優雄                                                                                     |
| 19   | 3月17日         | 白い窓辺                | 多村映美 | 佐伯孚治 | 林寛子、吉田次昭、相馬剛三、高野隆志、水原仗二、司欣也                                                                                                   |
| 20   | 3月24日         | 大人への階段            | 長坂秀佳 | 富田義治 | 城みちる、山口智子、斉藤一之、松尾文人、河合絃司、川路夏子、坂井すみ江、堀内香                                                                           |
| 21   | 3月31日         | 小さなプレゼント        | 村山庄三 | 折田至   | 峰村銀、福山象三、佐藤由美、池田力也、河原崎洋夫、斧田一規、清水大輔、根本ゆり子                                                                         |
| 22   | 4月7日          | 少年探偵団SOS           | 村山庄三 | 佐伯孚治 | 大下哲矢、中村英生、渡辺一也、工藤友彰、茂木昌則、寺島由美、打越正八、足立義夫、渡辺義文、勝光徳、黒瀬領二、高月忠、山浦栄、五野上力、大栗正史、斧田一規 |
| 23   | 4月14日         | 涙とぬいぐるみ          | 多村映美 | 佐伯孚治 | 石川真知子、森祐介、中井徹、鹿地史郎、須賀良、阿保由貴子、小貫千恵子                                                                                     |
| 24   | 4月21日         | 愛の巣を見つけた        | 曽田博久 | 富田義治 | 伍代達弘、八木孝子、中島貴彦、鳴海吾郎、菅原慎予、美原亮、守山竜二、高野隆志                                                                             |
| 25   | 4月28日         | おじさん刑事の涙        | 長坂秀佳 | 加島昭   | 大野しげひさ、佐藤京一、鈴木康博、朝倉一 |
| 26   | 5月5日          | 青春からのプレゼント    | 長坂秀佳 | 佐伯孚治 | 黒部進、宮本和男、伊東平山、一の倉和子、野上正、内村不二人、高木修平                                                                                     |
| 27   | 5月12日         | 日本の若い刑事          | 阿井文瓶 | 加島昭   | 黒沢洋子、直木みつ男、池田和歌子、遠藤靖彦、古能成二、根本清和、松下実加、広田正光、池田力也、菊地正孝                                                   |
| 28   | 5月19日         | ふたりの真実            | 重森孝子 | 加島昭   | 大和田獏、北原義郎、小笠原弘、船渡伸二、本間文子、正村隆治、前田直孝、湯川泰男、ロルフ・ジェサー                                                         |
| 29   | 5月26日         | 行くぞ! 警察犬          | 長坂秀佳 | 小松範任 | 矢野間啓二、佐竹一男、八百原寿子、藤田敏美、大栗正史 |
| 30   | 6月2日          | 警察犬は知っていた      | 田口成光 | 小松範任 | 今井美佐子、下塚誠、太宰久雄、高月忠、謝秀容、小塙謙士、五野上力                                                                                         |
| 31   | 6月9日          | 盗まれた警察犬          | 長坂秀佳 | 竹本弘一 | 宇崎尚韶、長谷俊夫、藤森達夫、西沢武夫、堀礼文、乾大助、大家博                                                                                           |
| 32   | 6月16日         | 負けるな警察犬に        | 田口成光 | 竹本弘一 | 浜田ゆう子、江村和紀、吉田良全、小林操、渡部市松 |
| 33   | 6月23日         | 若き血潮燃えて          | 長坂秀佳 | 富田義治 | 坂東八十助、井上博一、富田博之、高橋一俊、岩井松二郎、林美果、尾形とも子                                                                                 |
| 34   | 6月30日         | 刑事の青春              | 阿井文瓶 | 富田義治 | 坂東八十助、京春上、中田博久、寄山弘、中屋敷鉄也、司欣也、高沢加代子                                                                                     |
| 35   | 7月7日          | 七夕だ デートをしよう!  | 阿井文瓶 | 小松範任 | 山本昌平、奥村公延、藤井智憲、高品正弘 |
| 36   | 7月14日         | 青春に乾杯!             | 田口成光 | 佐伯孚治 | 岡崎徹、峰洋子、磯村千花子、田遠実 |
| 37   | 7月21日         | 鉄男のお嫁さん!?        | 阿井文瓶 | 小松範任 | 小栗一也、結城しのぶ、潮健志、竹内大介、千代田恵介、名達ますみ                                                                                           |
| 38   | 7月28日         | ラジコンと友情          | 長坂秀佳 | 富田義治 | 塩屋翼、藤江喜幸、北川陽一郎、永谷悟一、佐藤賢司、川島ゆかり                                                                                             |
| 39   | 8月4日          | 青春の誓い              | 曽田博久 | 富田義治 | 谷隼人、山田禅二、三浦リカ、富田仲次郎、沖田駿一、団巌                                                                                                   |
| 40   | 8月11日         | 明日へ駈ける君          | 長坂秀佳 | 佐伯孚治 | 志穂美悦子、幸田宗丸、三上左京、富士乃幸夫、田川勝雄、ユセフ・オスマン、高橋利道、高橋健二、栗原敏                                                       |
| 41   | 8月18日         | 城南署の花嫁            | 田口成光 | 竹本弘一 | 牧れい、松坂雅治、肥土尚弘、新堀和雄、池田力也、湯川泰夫                                                                                                 |
| 42   | 8月25日         | ハイエナを追え!         | 多村映美 | 竹本弘一 | 倉田保昭、河西真由美、加地健太郎、鍋谷孝喜、中村文弥 |
| 43   | 9月1日          | ともだち                | 田口成光 | 加島昭   | 佐藤宏之、大坪貞久、たうみあきこ、大北隆司 |
| 44   | 9月8日          | 兄とおとうと            | 阿井文瓶 | 竹本弘一 | 島根紀男、幾野道子、足立義夫、宮寺和彦、奈良孝一、茂木昌則、坂本俊明、森井信好                                                                           |
| 45   | 9月15日         | 舌出し天使              | 長坂秀佳 | 佐伯孚治 | 黒木真由美、山崎猛、大前田武、唐沢英二 |
| 46   | 9月22日         | いもうとの初恋          | 阿井文瓶 | 佐伯孚治 | 片平なぎさ、小笠原弘、竹内喬、沢柳迪子、宇乃壬麻、倉沢満夫                                                                                               |
| 47   | 9月29日         | 犯人はボクです          | 多村映美 | 加島昭   | 佐藤佑介、西村やよい、相馬剛三、内田忠男、佐藤由美 |
| 48   | 10月6日         | 星めぐり－愛のきらめき  | 曽田博久 | 佐伯孚治 | 豊川誕、内田勝正、田辺節子、東大二郎、大坪日出代 佐久間祐子、金井覚、竹中ゆかり                                                                          |
| 49   | 10月13日        | 二人の学生刑事          | 長坂秀佳 | 佐伯孚治 | おりも政夫、森川千恵子、赤羽根明、影山みのる、大塚秀宣、永瀬光 北公次                                                                                    |
| 50   | 10月20日        | 輝く瞳                  | 曽田博久 | 佐伯孚治 | 江木俊夫、高品格、沼田一男、高橋真由美、吉川朝美、阿部智子、氏家文江                                                                                     |
| 51   | 10月27日        | 走れヤングライオン      | 長坂秀佳 | 竹本弘一 | 星正人、八木喬、松田章、高杉鉄平、清水理恵、出原健一 大浦宏司、大島剛、福原三男                                                                          |
| 52   | 11月3日         | ボクらは兄弟            | 田口成光 | 加島昭   | 中島久之、玉川長太、佐藤仁哉、高木真二、永井譲滋 |
| 53   | 11月10日        | 恋と友情と              | 阿井文瓶 | 加島昭   | 北村公一、富士谷ひろみ、吉原正浩、江幡連、松本敏男、坂口進也                                                                                             |
| 54   | 11月17日        | かがやく明日へ!         | 長坂秀佳 | 佐伯孚治 | 南雲佑介、小高まさる、早川勝也、小森谷嘉重 |

### 第4部
| 話数 | 放送日        | サブタイトル             | 脚本                  | 監督     | ゲスト                                           |
| ---- | ------------- | ------------------------ | --------------------- | -------- | ------------------------------------------------ |
| 1    | 1976年 6月7日 | 青春は走る               | 長坂秀佳              | 竹本弘一 | 桜木健一、高杉玄、肥土尚弘、富士乃幸夫           |
| 2    | 6月14日       | レモン色の涙             | 長坂秀佳              | 竹本弘一 | 沙川霧里、福岡正剛、松田竜也、足立義夫           |
| 3    | 6月21日       | さようなら兄のメルヘン   | 阿井文瓶              | 竹本弘一 | 加藤治子、三ツ矢雄二、林美果、中原晴子           |
| 4    | 6月28日       | 愛のペンダント           | 阿井文瓶              | 竹本弘一 | 日吉としやす、志賀真津子、国睦子、直木みつ男     |
| 5    | 7月5日        | 危険なデート             | 泊里仁美 小山内美江子 | 加島昭   | 斉藤浩子、岩城力也、山本武、伊海田彩             |
| 6    | 7月12日       | 青春の花です、どうぞ!    | 阿井文瓶              | 加島昭   | 上原ゆかり、若尾義昭、峰村銀                     |
| 7    | 7月19日       | 兄の詩                   | 長坂秀佳              | 竹本弘一 | 志穂美悦子、黒部進、中田博久、南雲祐介           |
| 8    | 7月26日       | 愛のおもかげ             | 田口成光              | 竹本弘一 | 星野じゅん、蜷川幸雄、多宮健二、鹿地史郎         |
| 9    | 8月2日        | 白い帽子と青い風         | 長坂秀佳              | 富田義治 | 高橋蔀、舟久保信之、佐山泰三、益田哲夫           |
| 10   | 8月9日        | 純白のハンカチ           | 泊里仁美 小山内美江子 | 富田義治 | 立川志乃、長谷川弘、伊達弘、矢島洋子             |
| 11   | 8月16日       | ワンピースの微笑         | 曽田博久              | 竹本弘一 | ミッチー・ラブ、岡田直樹、大下哲矢、八木喬       |
| 12   | 8月23日       | 乾杯はジュースで         | 阿井文瓶              | 竹本弘一 | 下塚誠、佐藤英夫、藤山浩二、渡井直美             |
| 13   | 8月30日       | セーラー服は抗議する     | 曽田博久              | 小西通雄 | 早田みゆき、喜久川清、上野綾子、八百原寿子       |
| 14   | 9月6日        | 青春の白い涙             | 泊里仁美 小山内美江子 | 小西通雄 | 佐藤英夫、池田秀一、嶋めぐみ                     |
| 15   | 9月13日       | テニスコートに落ちた涙   | 阿井文瓶              | 村山新治 | 三島史郎、中丸忠雄、田中浩、大坪貞久             |
| 16   | 9月20日       | 輝け小さな星よ           | 泊里仁美 小山内美江子 | 村山新治 | 有沢正子、片岡五郎、鈴木恒、小倉雄三             |
| 17   | 9月27日       | パリより友情をこめて     | 阿井文瓶              | 富田義治 | 風見章子、桜木健一、平泉征、佐野伸寿             |
| 18   | 10月4日       | 秋、ふたりの涙           | 長坂秀佳              | 竹本弘一 | 岡田奈々、入江正徳、山本良子、佐野光洋、原ひさ子 |
| 19   | 10月11日      | 何をためらう若い日に     | 長坂秀佳              | 村山新治 | 草川祐馬、沼田曜一、木田三千雄、伊達弘           |
| 20   | 10月18日      | 愛と涙のパンチ           | 田口成光              | 加島昭   | 山本由香利、高峰圭二、小林勝彦、沖田駿一         |
| 21   | 10月25日      | 水玉色の恋               | 泊里仁美 小山内美江子 | 富田義治 | 池上季実子、近藤宏、三沢ともこ                   |
| 22   | 11月1日       | 通り魔                   | 阿井文瓶              | 小西通雄 | 岡江久美子、剣持伴紀                             |
| 23   | 11月8日       | 街角の少女               | 泊里仁美 小山内美江子 | 加島昭   | 小坂知子、深江章喜、団巌                         |
| 24   | 11月15日      | セーターに愛を編みこんで | 阿井文瓶              | 竹本弘一 | 高橋ゆかり、佐藤昇、斉藤忠宏                     |
| 25   | 11月22日      | 愛ある追跡               | 田口成光              | 村山新治 | 八名信夫、轟謙二、伊達弘、平島正一               |
| 26   | 11月29日      | 海の青さは明日の色       | 長坂秀佳              | 小西通雄 | 山本昌平、春田純一                               |

## その他
- 第4部になって主演が桜木健一から星正人に交替した理由について東映側は、当時（1976年）桜木がすでに28歳になったことで「もう刑事“くん”と言える年じゃない」として、もう一度警察学校を出たての新米刑事と言う最初の設定に戻るために新人の星（当時22歳）を起用したと話している[7]。
- 第1部の第12話（1971年11月22日放送）にゲスト出演した萩原健一は、これをきっかけに新人刑事が主役の企画を自ら各所に持ち込み、『太陽にほえろ!』のスタッフの目に留まって同作が実現したとも言われている[2]。
- ベストフィールドより第1部がDVDとして発売されている。

## ネット配信
- YouTube「東映シアターオンライン」の「据置枠」で、2023年3月1日から第1作第1・2話が常時無料配信されている。

## 前後番組
| TBS系 月曜19時台後半（ブラザー劇場・1971年9月 - 1972年10月）  | TBS系 月曜19時台後半（ブラザー劇場・1971年9月 - 1972年10月）                   | TBS系 月曜19時台後半（ブラザー劇場・1971年9月 - 1972年10月） |
| 前番組                                                        | 番組名                                                                         | 次番組                                                       |
| ------------------------------------------------------------- | ------------------------------------------------------------------------------ | ------------------------------------------------------------ |
| 千葉周作 剣道まっしぐら                                       | 刑事くん（第1部）                                                              | 熱血猿飛佐助                                                 |
| TBS系 月曜19時台後半（ブラザー劇場・1973年4月 - 1974年5月）   |                                                                                |                                                              |
| 熱血猿飛佐助                                                  | 刑事くん（第2部）                                                              | 若い!先生                                                    |
| TBS系 月曜19時台後半（ブラザー劇場・1974年11月 - 1975年11月） |                                                                                |                                                              |
| 若い!先生                                                     | 刑事くん（第3部） ※関西地区のネットは、 第20話まで朝日放送 →第21話から毎日放送 | それ行け!カッチン                                            |
| TBS系 月曜19時台後半（ブラザー劇場・1976年6月 - 11月）        |                                                                                |                                                              |
| それ行け!カッチン                                             | 刑事くん（第4部）                                                              | パパは独身                                                   |
| 朝日放送 月曜19時台後半（1974年11月 - 1975年3月24日）         |                                                                                |                                                              |
| 若い!先生                                                     | 刑事くん（第3部）                                                              | 正義のシンボル コンドールマン                                |
| 毎日放送 月曜19時台後半（1975年3月31日 - 11月）               |                                                                                |                                                              |
| おじさま!愛です                                               | 刑事くん（第3部）                                                              | それ行け!カッチン                                            |